# Augustin Louis Cauchy
Augustin Louis Cauchy (n. 21 august 1789, Paris - d. 23 mai 1857, Sceaux, Hauts-de-Seine) a fost unul dintre cei mai importanți matematicieni francezi.
A demarat un proiect important de reformulare și demonstrare riguroasă a teoremelor de algebră, a fost unul dintre pionierii analizei matematice și a adus o serie de contribuții și în domeniul fizicii.
Datorită perspicacității și rigurozității metodelor sale, Cauchy a avut o influență extraordinară asupra contemporanilor și succesorilor săi. Catolic și monarhist fervent, a manifestat o prezență socială activă.

## Biografia
S-a născut la 21 august 1789 la Paris, la o lună după izbucnirea Revoluției franceze, ca fiul cel mare al lui Louis François Cauchy și al lui Marie Madeleine Desestre. Tatăl ocupă diverse funcții fiind în relații cu Pierre Simon Laplace și cu Joseph-Louis Lagrange.
Încă de mic manifestă un talent deosebit pentru matematică. Primul său învățător i-a fost tatăl - un catolic convins, cunoscut pentru concepțiile sale religioase. 
De altfel, și Cauchy va deveni mai târziu un apărător fidel al catolicismului.
Datorită atașamentului față de monarhie, tatăl, împreună cu restul familiei este nevoit să se retragă la țară, unde continuă educația excepțională dată copiilor.
În 1800 întreaga familie se reîntoarce la Paris, tatăl lui Louis fiind numit secretar al Senatului.

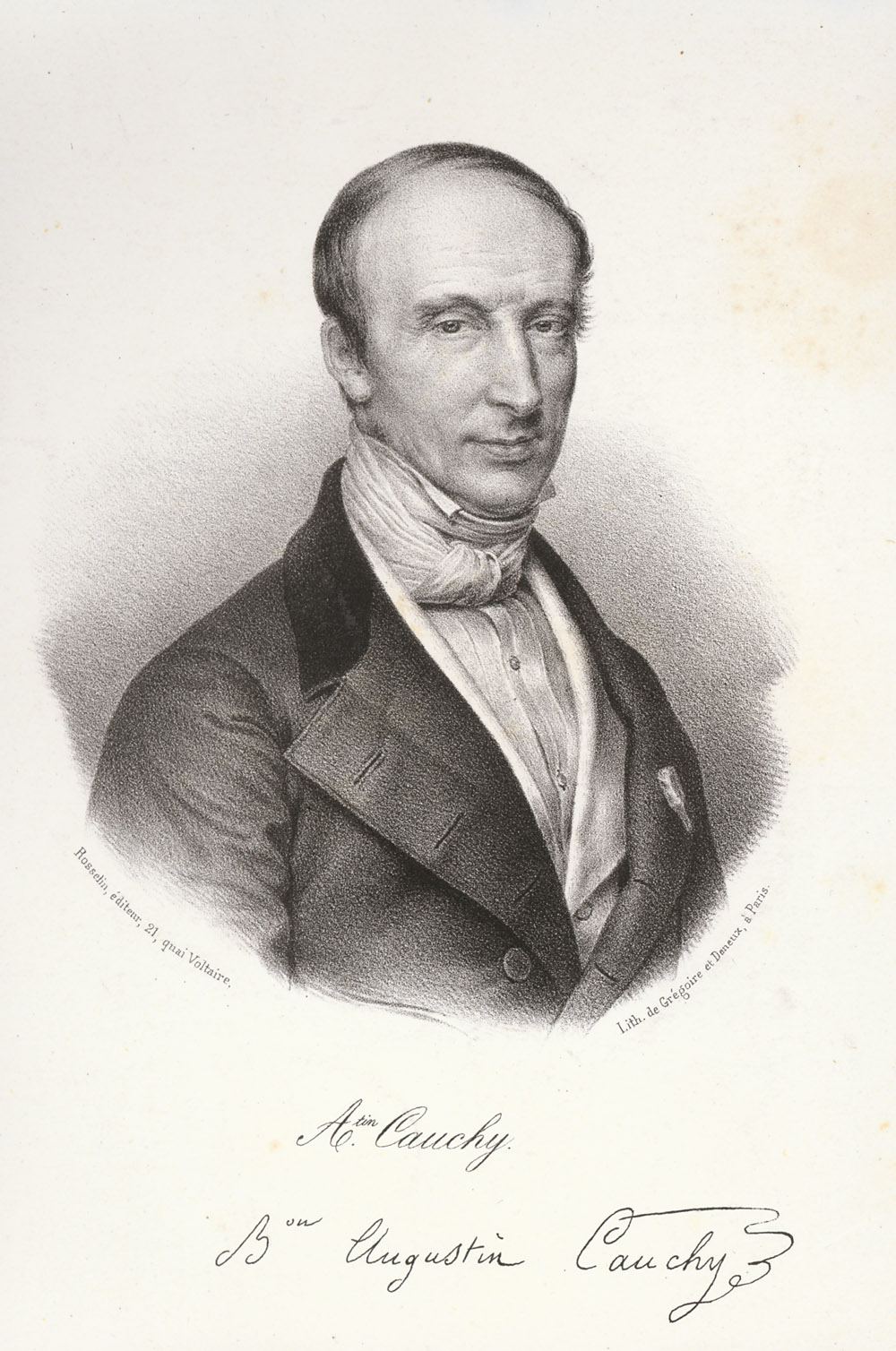
Augustin Louis Cauchy

La 13 ani, în 1802, la recomandarea lui Lagrange, profesor la École Polytechnique care descoperise talentul pentru matematică, Cauchy intră la École Centrale du Panthéon, cel mai bun liceu parizian din acea perioadă.
Aici iese în evidență ca elev strălucit, cu rezultate remarcabile și în științele umaniste.
Totuși, Cauchy se pregătește pentru admiterea la École Polytechnique unde intră în 1805, al doilea din 293 de candidați.
Aici are ca profesori pe Poisson, Ampère, Hachette, Prony.
În 1807 termină studiile la Politehnică și intră la École nationale des ponts et chaussées.
La finalizarea studiilor, în 1810, intră ca inginer al căilor de comunicație din Cherbourg și la reconstrucția fortificațiilor.
Din motive de sănătate, a fost nevoit să părăsească funcția de inginer și se dedică studiului și predării matematicii.
Astfel, în septembrie 1812 se reîntoarce la Paris.
Totuși, în primăvara anului viitor, la solicitarea inginerului Pierre-Simon Girard, participă la lucrările de la râul Ourcq.
Dar, influențat de Lagrange și Laplace, ia hotărârea definitivă de a intra în învățământ.
Începând cu 1813, ține prelegeri la École Polytechnique și Collège de France, iar în 1815 devine profesor la Școala Politehnică, la Sorbona și la Collège de France.
În 1816 devine membru al Academiei Franceze.
Abdicarea, în 1830, a lui Carol al X-lea și transformările politice din țară îl determină pe Cauchy să se exileze și urmează o perioadă grea pentru marele matematician.
Părăsește familia și se retrage la Praga, apoi în Elveția și în final la Torino, unde ocupă Catedra de Fizică-Matematică.
În 1838 Cauchy se reîntoarce în Franța, reluându-și toate funcțiile deținute anterior, dar refuzul de a adera la guvernul lui Ludovic-Filip I va constitui un nou obstacol în cariera sa.
În 1848 a creat un curs de astronomie în cadrul Facultății de Științe din Paris, dar refuzând să depună jurământul pentru Napoleon III, este nevoit să demisioneze din nou din toate funcțiile, rămânând doar membru al Academiei și al Royal Society, precum și a altor instituții străine.

## Opera
Cauchy a lăsat posterității un număr enorm de lucrări matematice care au fost publicate din 1882 pâna în 1974 în Opere complete. Este vorba de 27 volume ce cuprind circa 800 de articole din domeniile: algebră, analiză matematică, mecanică și teoria probabilităților.

### Algebră
- Cauchy a îmbunătățit rezultatul teoremei lui Lagrange referitoare la rezolvare ecuațiilor algebrice generale, obținând ceea ce azi numim teorema lui Cauchy.
- În algebra modernă, studiază legile de compoziție, fiind, alături de Lagrange, precursorul teoriei grupurilor.
- Dezvoltă teoria determinanților și determină proprietățile principale ale acestora.
- În cadrul algebrei liniare studiază ceea ce ulterior se va numi matricea lui Cauchy.
- Introduce noțiunile de "modul al unui număr complex", "numere complexe conjugate".

### Analiză matematică
Cauchy dă o fundamentare nouă analizei matematice.
Definește riguros infinitul mic prin trecere la limită.
A dat definiția continuității funcției și a studiat funcțiile cu variabile complexe.
Contribuțiile lui Cauchy în domeniul analizei matematice au fost atât de bine fundamentate, că și-au păstrat valoarea până în zilele noastre. Abia la sfârșitul secolului al XIX-lea, acestea au fost revizuite pe baza teoriei mulțimilor a lui Georg Cantor.

#### Șiruri și serii
Deși erau utilizate în calcule, seriile și seriile de funcții nu aveau o teorie clară și bine fundamentată. În Curs de analiză, Cauchy definește riguros convergența seriilor, se ocupă în special de seriile de termeni pozitivi și de seriile trigonometrice. Mai mult, în ceea ce privește comparația seriilor, descoperă un criteriu de convergență, care azi îi poartă numele: criteriul lui Cauchy.
Studiind seriile de numere întregi, obține raza de convergență, iar, în cadrul produsului a două serii, obține produsul lui Cauchy.
Câteva din contribuțiile sale:
- definește șirul Cauchy
- criteriu de convergență: criteriul Cauchy; extinde rezultatele lui Bolzano
- duce mai departe lucrările lui E. Heine și Cantor privind definirea riguroasă a mulțimii numerelor reale.
- demonstrează convergența seriilor geometrice
- descoperă formula Cauchy-Hadamard cu care calculează raza de convergență a unei serii de puteri
- obține produsul Cauchy al seriilor și studiază convergența acestuia
- demonstrează și întărește teorema lui Taylor
- demonstrează mai strict convergența șirului lui Euler:

{\displaystyle \left(1+{\frac {1}{n}}\right)^{n}}

#### Calculul diferențial și integral

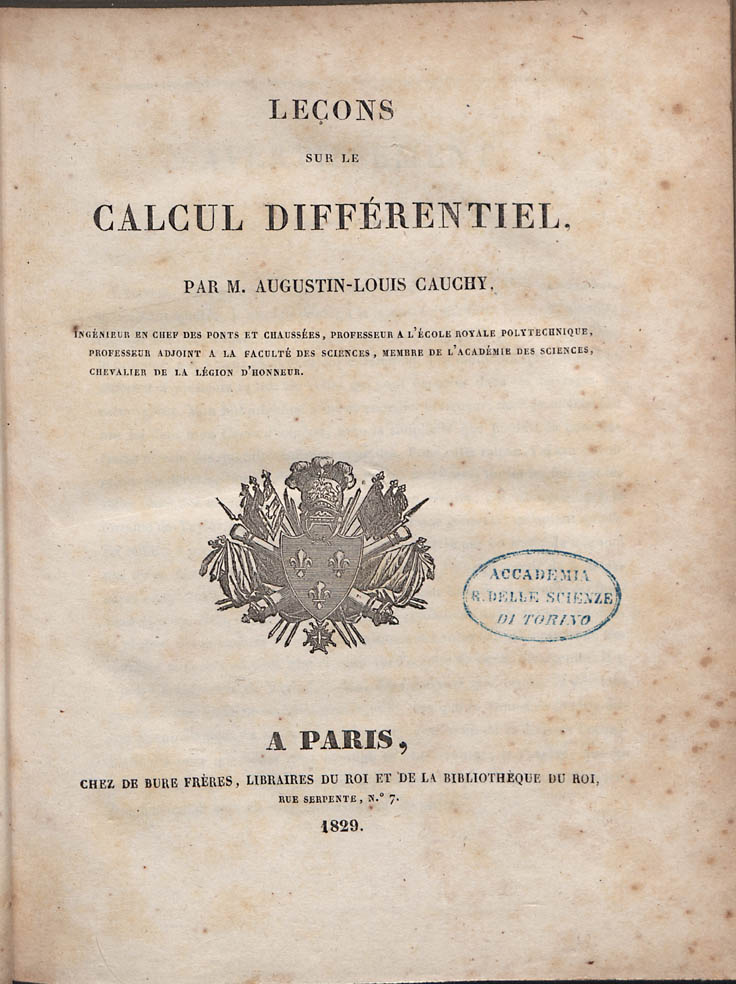
Leçons sur le calcul différentiel, 1829

Utilizând conceptul de limită, Cauchy elaborează definiția derivatei, spre deosebire de Lagrange și Laplace, care s-au bazat pe seriile Taylor.
În ceea ce privește calculul integral, utilizează procesul-limită, prin care intervalul de integrare este împărțit la infinit.
În 1842 propune metode de calcul al primitivelor funcțiilor raționale, cu aplicații în astronomie (mecanica corpurilor cerești).

#### Ecuații diferențiale
Pentru sistemele liniare de ecuații diferențiale cu coeficienți constanți, Cauchy a dat o soluție bazată pe transformarea Fourier. Domeniul de existență îl obține prin metoda liniei poligonale (care ulterior îi va purta numele).

#### Analiza funcțională
Contribuțiile lui Cauchy în domeniul funcțiilor complexe sunt complet novatoare. Până atunci, pentru calculul integralelor reale, ca și Laplace, utilizase planul complex în mod intuitiv, fără a avea o bază teoretică riguroasă.
În Curs de Analiză va defini pentru prima dată funcția cu variabile complexe.
Până în 1840 era singurul care se ocupa de acest domeniu, atât de vastă era contribuția sa în teoria funcțiilor.

### Geometrie
- În domeniul poliedrelor, propune o demonstrație a teoremei lui Descartes-Euler referitoare la numărul fețelor, vârfurilor și muchiilor unui poliedru convex. Aici aduce un lucru nou utilizând ceea ce, mai târziu, va fi numit proiecție stereografică.
- Aplică analiza matematică în geometrie studiind: tangenta, ecuația planului, suprafețele de ordinul al doilea.
- În 1813 a demonstrat teorema egalității a două poliedre regulate convexe, care constituie prima aplicație a topologiei la o problemă netopologică, teoremă care a contribuit la completarea geometriei lui Euclid.

### Fizică
În cadrul mecanicii studiază elasticitatea corpurilor. Enunță legi privind variațiile de tensiune din solide, condensarea și dilatarea.
În domeniul opticii, studiază propagarea luminii, reflexia și refracția și dispersia, reconsiderând lucrările anterioare ale lui Fresnel, Coriolis și regăsind rezultatele lui Brewster. Demonstrează existența undelor evanescente, verificate experimental de către Jasmin. Pune în evidență fenomenul de difracție.
În cadrul astronomiei, reconsiderând teoria perturbației elaborată anterior de către Lagrange, Laplace și Poisson, studiază problema stabilității sistemului solar.
În 1845, memoriul lui Le Verrier asupra planetei Pallas este verificat de Cauchy în câteva ore.

### Lista principalelor contribuții
- Inegalitatea Cauchy-Schwarz
- Criteriul Cauchy este realizat atunci când, pentru orice {\displaystyle \mathbf {\epsilon } \;>\;0}, există un număr {\displaystyle \mathbf {N} _{\epsilon }} astfel încât {\displaystyle \mathbf {|S_{i}-S_{j}|<\epsilon } } pentru orice {\displaystyle i,j\;>\;N}.
- Produsul Cauchy a două șiruri {\displaystyle a_{n},\;b_{n}} este

{\displaystyle a_{n}} ° {\displaystyle b_{n}} {\displaystyle \;=\;\sum _{k=1}^{n}{a_{k}}{b_{n-k}}}
- Problema lui Cauchy: Dacă f(x,y) este o funcție analitică într-o vecinătate a lui (x0 y0) atunci să se determine o soluție y(x) a ecuației diferențiale:

{\displaystyle {\frac {dy}{dx}}\;=\;0.}
cu condițiile inițiale {\displaystyle x=x_{0},\;y=y_{0}}.
Existența și unicitatea soluției au fost demonstrate de Cauchy și, mai târziu de Sofia Kovalevskaia (Teorema Cauchy-Kowalevski).
- Ecuațiile Cauchy-Riemann
- Legea de distribuție Cauchy, numită și Legea de distribuție Cauchy - Lorentz, cu multiple aplicații în statistică, analiza spectrală, studiul mișcării ocilatorii
- Restul Cauchy: este o formă diferită față de restul lui Lagrange. Astfel restul Cauchy după n termeni ai seriei Taylor pentru o funcție f(x) în vecinătatea lui x0 este dat de:

{\displaystyle R_{n}\;=\;{\frac {(x\;-\;x^{*})^{n}}{n!}}\;(x\;-x_{0})\;f^{n+1}(x^{*})} .

## Viața politică
Ca și André-Marie Ampère, Cauchy a fost un monarhist antiliberal. Pentru a-și face cunoscută gândirea regalistă nu a ezitat să se folosească de poziția sa la Academie. În 1830 s-a autoexilat în semn de protest față de noul regim. Consideră dinastia Bourbon ca «susținătoare a religiei și a civilizației creștine, apărătorii ideilor și principiilor cărora el s-a dedicat în întregime».
În anii 1830-1838 călătorește prin Europa. După ce revine la Paris, din motive politice, refuză mai multe posturi. Abia în 1848 acceptă propunerea "fără condiții" de a deveni profesor la Sorbona.

## Convingeri religioase
Deși era catolic convins, Cauchy apăra în mod deschis creaționismul:
"Catolic fiind, nu pot fi indiferent față de interesele religiei; ca geometru, nu pot fi indiferent față de interesele Științei.[...]Nu-i priviți ca dușmani ai civilizației pe cei care au iluminat și civilizat atâtea popoare."
Convingerile sale religioase au cauzat atitudini și poziții părtinitoare contemporanilor. Astfel, Niels Henrik Abel îl numea "catolic bigot", dar îl admira ca matematician.

## Omagiu
Cauchy a fost membru al Asociației Regale din Londra și al multor academii de științe ale lumii. A fost membru al ordinului Legiunii de Onoare.
Numele său se află înscris pe Turnul Eiffel.
O stradă din Paris îi poartă numele.